# دگرمادینه
دگرمادینه (نام علمی: Heterogyna) نام یک سرده از بالاخانواده زنبورواران است.